# Lenox (Georgia)
Lenox – miasto w Stanach Zjednoczonych, w stanie Georgia, w hrabstwie Cook.